# Sporobolus sanguineus
Sporobolus sanguineus är en gräsart som beskrevs av Alfred Barton Rendle. Sporobolus sanguineus ingår i släktet droppgräs, och familjen gräs. Inga underarter finns listade i Catalogue of Life.